# Bibliothek moderner deutscher Autoren

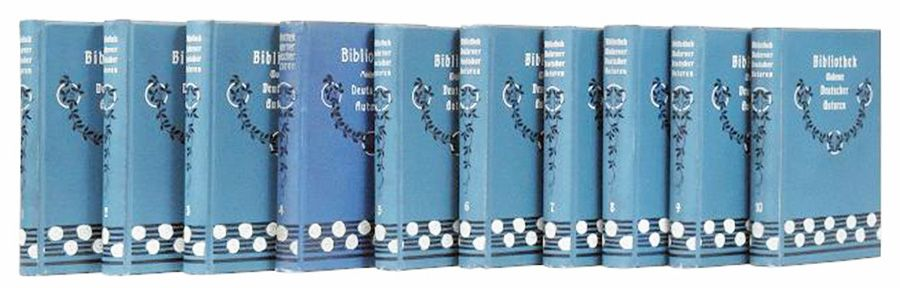
Die Doppelbandreihe

Die Bibliothek moderner deutscher Autoren war eine deutschsprachige literarische Buchreihe aus 20 Titeln, die 1904 und 1905 im Wiener Verlag von Fritz Freund erschien. In handlichen Bänden sollten aktuelle zeitgenössische Autoren vorgestellt werden.  In ihr erschienen Werke bedeutender österreichischer (Hugo von Hofmannsthal, Felix Salten und Arthur Schnitzler) und deutscher Zeitgenossen (Otto Julius Bierbaum, Heinrich Mann, Johannes Schlaf). Gemeinsam waren den Bänden ein zweifärbig gedrucktes, blau-schwarzes doppelseitiges Titelblatt in Form eines stilisierten Schmetterlings, das Bertold Löffler gestaltet hatte.
Die Bände waren ursprünglich separat mit Umschlägen verschiedener Künstler erschienen und wurden dann vom Verlag in einer von Bertold Löffler einheitlich gestalteten Doppelbandausgabe zusammengefasst.
Dietmar Landergott nannte diese Reihe eines der wichtigsten Dokumente des Wiener Jugendstilbuchschmucks.

## Bände

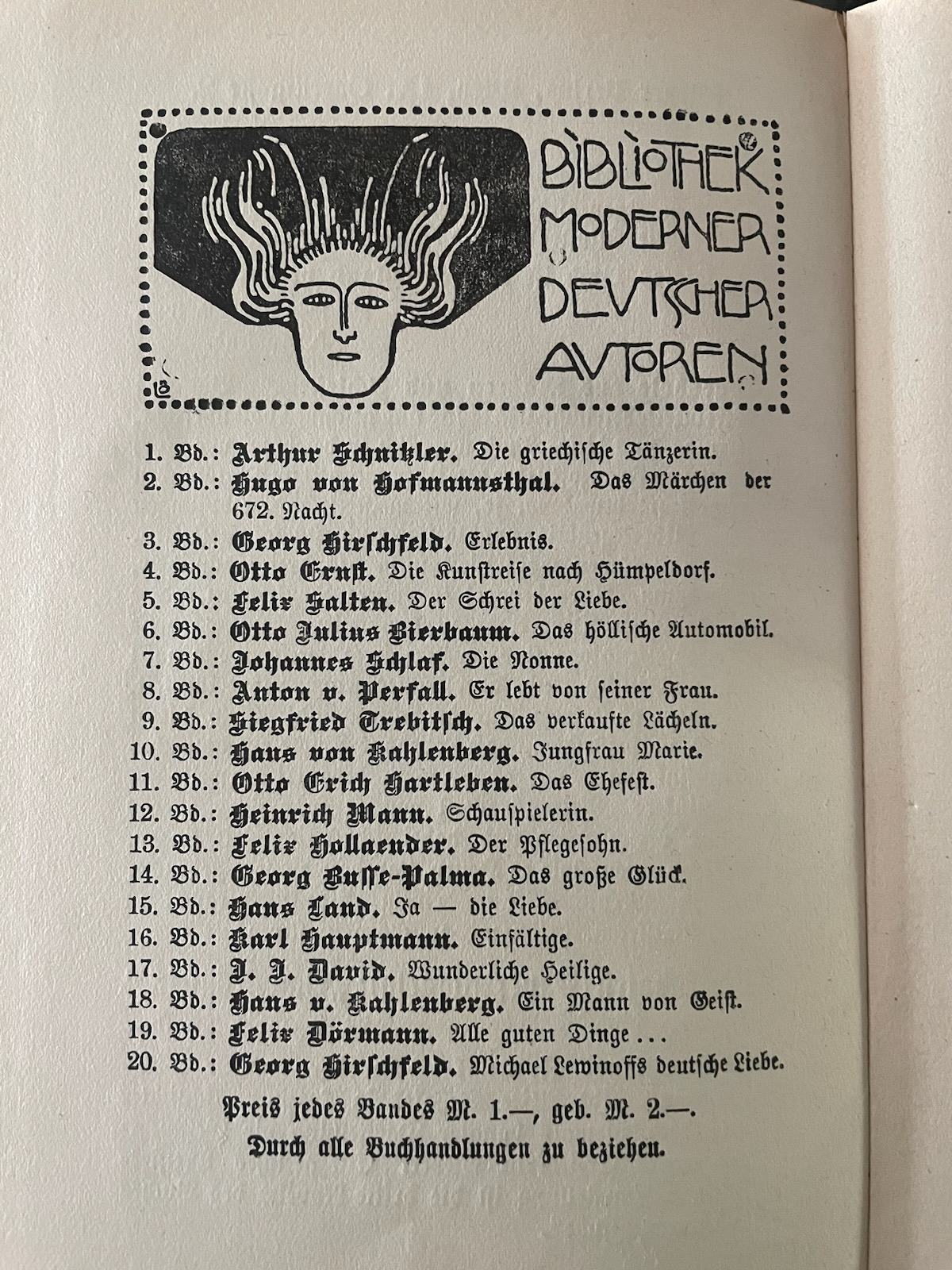
Verzeichnis aller in der Reihe Bibliothek moderner deutscher Autoren erschienenen Titel

Die Bände 1–10 erschienen im Oktober 1904, vordatiert auf 1905, die Bände 11–20 im Oktober 1905, vordatiert auf 1906
1. Arthur Schnitzler: Die griechische Tänzerin. Novellen
2. Hugo von Hofmannsthal: Das Märchen der 672. Nacht und andere Erzählungen
3. Georg Hirschfeld: Erlebnis und andere Novellen
4. Otto Ernst: Die Kunstreise nach Hümpeldorf. Humoreske
5. Felix Salten: Der Schrei der Liebe. Novelle
6. Otto J. Bierbaum: Das höllische Automobil. Novellen
7. Johannes Schlaf: Die Nonne. Novellen
8. Anton von Perfall: Er lebt von seiner Frau. Novelle
9. Siegfried Trebitsch: Das verkaufte Lächeln. Novellen
10. Hans von Kahlenberg: Jungfrau Marie. Novellen
11. Otto E. Hartleben: Das Ehefest. Novellen
12. Heinrich Mann: Schauspielerin. Novelle
13. Felix Hollaender: Der Pflegesohn. Erzählungen
14. Georg Busse-Palma: Das große Glück. Novelle
15. Hans Land: Ja – die Liebe. Novellen
16. Carl Hauptmann: Einfältige. Eine Studie
17. J. J. David: Wunderliche Heilige. Novellen
18. Hans von Kahlenberg: Ein Mann von Geist. Novellen
19. Felix Dörmann: Alle guten Dinge. Novellen
20. Georg Hirschfeld: Michael Lewinoffs deutsche Liebe. Novelle

## Globus-Verlag
Zu einem nicht näher zu datierenden Zeitpunkt (vor 1914?) erschienen mehrere Bände nachgedruckt im Globus-Verlag, wobei die im Original blau-schwarzen Titelseiten schwarz-weiß gehalten sind.